# Nana Irregular de l'Escultor
La Galàxia Nana Irregular de l'Escultor és una galàxia irregular en la constel·lació de l'Escultor. La galàxia va ser descoberta el 1976.

## Galàxies veïnes i informació del grup de galàxies
La Nana Irregular de l'Escultor i la galàxia nana UGCA 442, totes dues companyes de la galàxia espiral NGC 7793. Totes aquestes galàxies pertanyen al Grup de l'Escultor, un filament dèbilment unit com un grup de galàxies proper al Grup Local.